# コロンビアの同性結婚

同性結婚が可能
保留中：政府/裁判所は同性結婚を合法化したが法律は施行されていないか、裁判所は合法化を命じたが法案は可決されない
他の特定の法域で行われた場合に完全に認識される同性結婚1
シビル・ユニオン制度
限られた国内の法的承認（登録された同棲、法的後見人）
他の特定の法域で行われる結婚の限定的な承認（居住権）
同性結婚は法的に認められていないが、同性結婚を支持する判決を下した国際裁判所の対象国
同性ユニオンが合法的に承認されていない、係属中の判決なし
(リスト上方の色は下方の色に優位に立つ)
未施行の法律を含む。

コロンビアの同性結婚（コロンビアのどうせいけっこん）は、2016年4月28日以来合法であり、コロンビア憲法裁判所が6対3の投票で、1991年のコロンビア憲法の下で、2016年5月24日の判決に続き、同性結婚を禁止することは違憲であるとの判決を下した。同国は2007年以降、事実上の同性婚を認めている。
コロンビアは南米で4番目に同性婚を認めた国である。